# ミックスナッツ (曲)
「ミックスナッツ」は、2022年4月15日にIRORI Recordsから配信された日本のバンド・Official髭男dismの楽曲。本作は、テレビアニメ『SPY×FAMILY』Season 1第1クールオープニングテーマとして書き下ろされた。

## 製作
アルバム『Editorial』のリード曲「アポトーシス」のミュージック・ビデオを撮影した深夜にデモテープの第1弾が完成し、別の曲のデモ音源の前奏部分と本曲のデモ音源が元になってできた。
バンドメンバーはもともと「SPYxFAMILY」の原作ファンだったといい、レコーディング中に「この漫画がもしアニメになったらやばい」という雑談を聞いたスタッフが、アニメ化の話をメンバーに伝えたところ「ぜひ楽曲を作成したい」と立候補したという。

## リリース
前作『Anarchy』以来約3か月ぶりのリリース。インストゥルメンタルアルバム『Editorial (Instrumentals)』と同時発売された。
ジャケットのアートワークは、森本千絵が務めた。
2022年3月18日に、テレビアニメ「SPY×FAMILY」の主題歌に本楽曲を書き下ろしたことが発表され、本楽曲が使用されたアニメの予告編が公開。同年4月9日の初回放送後に、配信限定シングルとして2022年4月15日にリリースされる事が発表された。
同年6月22日にリリースされた『ミックスナッツ EP』で初めてCD化された。

## 歌詞と音楽性
ライターの満島エリオも曲の雰囲気について、「曲が始まった瞬間から、音の奔流に呑まれるようだ。」とリアルサウンドに寄せた記事の中で述べており、ロイドこと黄昏が置かれた目まぐるしい日常そのものだと述べている。
満島は歌詞のそれぞれのパートについても分析しており、1番がアニメの外面的なにぎやかさを描いているのに対して2番では3人の繊細な心情が描かれ、それに合わせてサウンドもしっとりしたものへと変化する述べている。2番では、世間から排除された経験を持つ彼らが寄り添う様子も表現されている。3人は木の実のふりをして世間に紛れようとする「ピーナッツ」ではあるものの、3番では「普通などない 正解などないLife」と明言され、今はかりそめの家族だとしても、本物の家族になるかもしれないことを示唆していると満島は見ている。

### 題名
「ミックスナッツ」という題名は作中のメインキャラクターの一人、アーニャの好物であるピーナッツから着想を得ているのと同時に、ほかのナッツ類とは違って地中に実をつけるピーナッツをアーニャ、そしてアーニャと生活を共にする凄腕のスパイ・黄昏のロイド、暗殺者のヨルに例える形で名付けられた。

## ミュージックビデオ
ミックスナッツ
監督：新保拓人 / 製作：FIRSTORDER
- 2022年4月15日にYouTubeにてプレミア公開された。メンバーがさまざまな姿に変身しており、そのほかにも南琴奈、野村啓介、紺野千春が出演している[19]。
- 2023年7月、公開から1年3か月でYouTubeでの累計再生回数が1億回を突破した。YouTube累計1億回再生突破作品はバンド7作品目となる。

## チャート成績
4月20日公開のストリーミング・ソング・チャート「Billboard Japan Streaming Songs」で43位を記録し、翌週の同チャートでは1位を記録。7月6日公開の同チャートで通算7度目の首位を獲得。
5月18日公開のBillboard JAPAN総合ソング・チャート「Billboard Japan Hot 100」で初の総合首位を獲得。さらに7月6日公開の同チャートでも総合首位を獲得し、5月18日公開チャート以来、7週ぶり2度目の総合トップとなった。
7月6日公開の「Billboard Japan Streaming Songs」および7月11日付の「オリコン週間ストリーミングランキング」で累計再生回数1億回を突破し、「Cry Baby」以来11曲目の1億回突破となり、YOASOBIと並びアーティスト別で最多の楽曲数となった。チャートイン12週目での1億回再生突破は自身最速、Billboard Japan史上でも「残響散歌」と並び歴代5番目の速さとなる。さらに2022年にリリースされた楽曲では、初の1億回突破となった。
7月6日付の「オリコン週間デジタルシングルランキング」では、週間ダウンロード1位（11,329DL）を記録し、5月16日付以来8週ぶりの1位返り咲きを果たした。4月25日付の初登場から12週連続TOP5に入り続け、累積ダウンロード数は189,821DLを記録。
7月7日公開のBillboard JAPANアニメチャート「Billboard Japan Hot Animation」で11週連続の1位を記録し歴代3位タイとなった。7月13日公開の同チャートで12週連続の1位を記録し歴代3位となった。7月20日公開の同チャートで13週連続の1位を記録し歴代2位となった。7月27日・8月3日公開の同チャートで1位を記録し15週連続の1位となった。
USEN MUSIC AWARD 2022の『2022 年間 USEN HIT J-POP ランキング』で1位を受賞した。
2022年度の「オリコン年間デジタルシングルランキング」で2位、「オリコン年間ストリーミングランキング」で4位を記録した。
2022年度の『第37回 日本ゴールドディスク大賞』の「ソング・オブ・ザ・イヤー・バイ・ストリーミング」邦楽部門、「ベスト５ソング・バイ・ストリーミング」、「ソング・オブ・ザ・イヤー・バイ・ダウンロード」邦楽部門、「ベスト3ソング・バイ・ダウンロード」のデジタル部門で4冠を達成した。
2023年12月、2023年度のMPA賞ヒット・ソング賞（JASRAC）を受賞。
ストリーミング累計再生回数は5億回を突破している。

### 認定と売上
|                                 | 認定 (RIAJ)  | 売上/再生回数  |
| ------------------------------- | ------------ | -------------- |
| ダウンロード                    | プラチナ     | 304,404 DL以上 |
| ストリーミング                  | ダイヤモンド | 5億回再生      |
| * 認定のみに基づく売上/再生回数 |              |                |

## 収録曲
| 全作詞・作曲: 藤原聡、全編曲: Official髭男dism。 |                    |        |            |      |
| #                                                | タイトル           | 作詞   | 作曲・編曲 | 時間 |
| 1.                                               | 「ミックスナッツ」 | 藤原聡 | 藤原聡     | 3:33 |
| 合計時間:                                        | 合計時間:          | 3:33   |            |      |

## タイアップ
ミックスナッツ
テレビアニメ『SPY×FAMILY』Season 1 第1クールオープニングテーマ

## 収録アルバム
『ミックスナッツ EP』
#1 「ミックスナッツ」

## テレビ披露
| 番組名                               | 日付           | 放送局     | 演奏曲         |
| ------------------------------------ | -------------- | ---------- | -------------- |
| SONGS                                | 2022年6月23日  | NHK総合    | ミックスナッツ |
| SONGS                                | 2022年6月23日  | NHK総合    | Universe       |
| SONGS                                | 2022年6月23日  | NHK総合    | Anarchy        |
| ミュージックステーション             | 2022年8月5日   | テレビ朝日 | ミックスナッツ |
| FNS歌謡祭 第2夜                      | 2022年12月14日 | フジテレビ | ミックスナッツ |
| CDTVライブ!ライブ! クリスマス4時間SP | 2022年12月19日 | TBS        | ミックスナッツ |
| CDTVライブ!ライブ! クリスマス4時間SP | 2022年12月19日 | TBS        | Subtitle       |

## カバー
- ハロー、ハッピーワールド!［弦巻こころ（伊藤美来）］ - 2022年11月30日にゲーム『バンドリ! ガールズバンドパーティ!』に追加収録[42]。
- 連尺野初魅（葵井歌菜） - 2024年7月30日にゲーム『ワールドダイスター 夢のステラリウム』に追加収録。